# 毛髪ダイヤモンド
毛髪ダイヤモンド（もうはつダイヤモンド）とは、人の髪の毛やペットの被毛から抽出した炭素を高温高圧合成法（HPHT）等により合成した、天然ダイヤモンドと同じ結晶構造を持つ合成ダイヤモンドの事。メモリアルダイヤモンドとも呼ばれる。

## 概要
近年のライフスタイルや墓地のありかたの変化から、お墓の代わりとしての需要も増加傾向にある。
故人の一部である毛髪を、不変性が特徴のダイヤモンドに変えて身に着け、または手もとに置くことで心の支えになり、グリーフケアの観点からも効果が注目されている。
遺骨から抽出した炭素を用いたメモリアルダイヤモンド（遺灰ダイヤモンド）とは異なり、生存中の人物やペットからも製作可能な為、新生児の誕生記念や複数人の絆の象徴として製作される場合もある。